# James Richard
James A. „Jim“ Richard (* 1928; † 25. Oktober 2002) war ein Tontechniker.

## Leben
James A. Richard wurde 1928 geboren.
Ab Mitte der 1950er Jahre war er als Tontechniker an der Entstehung von Film- und Fernsehproduktionen beteiligt. Er arbeitete an Filmen der Regisseure John Sturges, Stanley Kramer, Norman Jewison, Hal Ashby und Arthur Penn. Die Soundeffekte zu Jewisons Film In der Hitze der Nacht brachte Richard 1968 eine Oscar-Nominierung ein.
Mitte der 1970er Jahre zog er sich von der Arbeit beim Film zurück. Er starb am 25. Oktober 2002.

## Filmografie
- 1956: Abwehr greift ein (5 Steps to Danger)
- 1956–1958: Fury (Fernsehserie, 18 Episoden)
- 1959: The Giant Gila Monster
- 1959: Anwalt der Gerechtigkeit (Lock Up, Fernsehserie, 1 Episode)
- 1962: Die siegreichen Drei (Sergeants 3)
- 1962: Taras Bulba
- 1964: Aufstand in Arizona (Apache Rifles)
- 1965: Das Narrenschiff (Ship of Fools)
- 1965: Privatdetektivin Honey West (Honey West, Fernsehserie, 3 Episoden)
- 1966: Mollymauk, der Wunderknabe (Lord Love a Duck)
- 1967: Wie man Erfolg hat, ohne sich besonders anzustrengen (How to Succeed in Business Without Really Trying)
- 1967: In der Hitze der Nacht (In the Heat of the Night)
- 1968: Thomas Crown ist nicht zu fassen (The Thomas Crown Affair)
- 1969: Gaily, Gaily
- 1970: Der Hausbesitzer (The Landlord)
- 1970: Little Big Man
- 1971: Harold und Maude (Harold and Maude)
- 1973: Die Möwe Jonathan (Jonathan Livingston Seagull)

## Nominierungen
- 1968: Nominierung für den Oscar für die Bester Tonschnitt (Sound Effects), für In der Hitze der Nacht[3]